# غلاف ضوئي

طبقات الشمس:
1. قلب الشمس (14 مليون كلفن)
2. منطقة إشعاعية (2 مليون كلفن)
3. منطقة حمل حراري
4. غلاف ضوئي (5800 كلفن)
5. غلاف لوني (ضوء وأشعة سينية وأطياف أخرى)
6. الهالة
7. بقع شمسية
8. سطح حبيبي هائج
9. انفجار شمسي

يسمى قرص الشمس الذي نراه الفوتوسفير أو الطبقة الضوئية وهي الجزء الخارجي المشع للضوء ويبلغ عمقه حوالي 400 كيلو متر. ومن هذه
الطبقة ينتج الجزء الأكبر من الحرارة والضوء الذين نستقبلهما على الأرض. ويتضح من الدراسات الفلكية أن عنصري الهيدروجين والهليوم هما أكثر العناصر شيوعا في الفوتوسفير فبينما تبلغ نسبة الهيدروجين 90 في المائة من عدد الذرات الموجودة يبلغ الهيليوم 99 % أما العناصر الثقيلة مجتمعة فهي عبارة عن 1 في المائة. وتنتشر في طبقة الفوتوسفير البقع الشمسية تلك الدوامات الهائلة التي تجتاح سطح الشمس.
وهناك نظرية حديثة عن أصل هذه البقع تقول بأن الشمس جسم غير متماسك فلذلك تدور أجزاؤها المختلفة g بسرعات دورانية متباينة. سيكون
الدوران أسرع نوعا ما في المناطق الاستوائية عنه في المناطق القطبية ويتسبب هذا الفرق في السرعات إلى تكوين دوامات على سطح الشمس بنفس الطريقة التي تتكون بها الدوامات في الأنهار سريعة الجريان نتيجة لاختلاف سرعة التيار. إن سطح الفوتوسفير- في المناطق غير المضطربة
بفعل البقع الشمسية- له مظهر حبيبي أطلق عليه أحيانا تركيب (حبات الأرز). وتبدو هذه الحبيبات الشمسية Granulations في الفوتوسفير كمساحات لامعة
بقطر يبلغ من 300 إلى 1500 كيلومتر ويفصل بينها مناطق ضيقة أقل إضاءة.
ولتفسير حدوث الحبيبات في طبقة الفوتوسفير أنه عندما تسخن الطبقات السفلى من الشمس تتكون تيارات حمل حراري من البلازما (ذرات متأينة) وتتمدد فترتفع إلى أعلى ونتيجة لهذا تنشأ عملية دائرية تنتقل فيها الحرارة من المستوى الأسفل الأسخن إلى المستوى العلوي الأبرد نسبيا، وبعدما تفقد تلك المادة شيئا من حرارتها بالإشعاع تبرد وتزيد كثافتها فتهبط ثانيا إل باطن الشمس.
وما الحبيبات إلا أعمدة صاعدة من البلازما الذي تم تسخينها بواسطة الطاقة النووية في قلب الشمس المتأجج. أما المناطق الأقل لمعانا والتي تحد الحبيبات (أعمدة صاعدة) من البلازما الساخنة فهي عبارة عن بلازما باردة نسبيا تهبط إلى أسفل لتكتسب حرارة من جديد.

## طبقات الشمس
توضح الصورة طبقات الشمس التي تبلغ عند القلب نحو 14 مليون كلفن تنتقل أولا في منطقة بالإشعاع تصل درجة حرارتها 2.100.000 درجة وتعلوها منطقة تنتقل فيها الحرارة بالحمل الحراري وهي تتسبب في تكوين الحبيبات الشمسية في الغلاف الضوئي للشمس، وتبلغ درجة حرارة سطح الشمس نحو 5.700 كلفن.

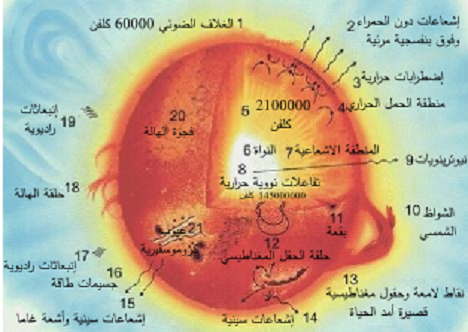
مقطع في الشمس، وهو يماثل مقطع في نجم مماثل في الكتلة، (عن ناسا).